# Martin Lintzel
Martin Lintzel (* 28. Februar 1901 in Magdeburg; † 15. Juli 1955 in Halle) war ein deutscher Historiker.

Martin Lintzel war der Sohn eines protestantischen Geistlichen. Er studierte von 1919 bis 1925 Geschichte an der Universität Halle. Während seines Studiums wurde er 1919 Mitglied der Sängerschaft Fridericiana Halle. Sein akademischer Lehrer war Albert Werminghoff. 1924 wurde Lintzel mit der Arbeit Die Beschlüsse der deutschen Hoftage von 911 bis 1056 bei Robert Holtzmann promoviert. Ein Jahr später legte er sein Staatsexamen ab. 1927 erfolgte die Habilitation für das Fach Mittelalterliche Geschichte aufgrund seiner Untersuchungen zur Geschichte der alten Sachsen. 1931 vertrat er den vakanten Lehrstuhl an der Universität Halle, 1934 erhielt er einen Lehrauftrag.
Obwohl er sich gegen die von der SS und dem nationalsozialistischen Chef-Ideologen Alfred Rosenberg vertretene These stellte, Karl der Große sei ein „Sachsenschlächter“ gewesen, wurde er im März 1935 auf die außerordentliche Professur für Deutsche Rechtsgeschichte, Verfassungsgeschichte und Kirchenrecht an der Christian-Albrechts-Universität zu Kiel berufen. Noch im gleichen Jahr wechselte er von der Juristischen in die Philosophische Fakultät und wurde Professor für mittelalterliche Geschichte. Nach Konflikten mit der Kieler Parteipresse und der Studentenschaft wurde Lintzel für das Wintersemester 1935/1936 beurlaubt und anschließend auf eine außerordentliche Professur nach Halle zurückversetzt. Während des Krieges wurde er zum ordentlichen Professor ernannt. 1944 diente er für zwei Monate in einem Landesschützenbataillon, erkrankte jedoch an Depressionen. Durch eine Behandlung in der Universitätsnervenklinik wurde seine Arbeitsfähigkeit wiederhergestellt. Über zehn Jahre lehrte er in Halle, bis er 1953 durch den Tod seiner Frau und den Selbstmord seines Freundes Karl Griewank erneut an einer schweren Depression erkrankte und sich zwei Jahre später das Leben nahm.
Nach 1945 wurde Lintzel zum Ordentlichen Mitglied der Sächsischen und der Deutschen Akademie der Wissenschaften sowie zum korrespondierenden Mitglied der Göttinger Akademie der Wissenschaften und der Monumenta Germaniae Historica gewählt. Lintzel war auch Mitglied der Historischen Kommission für Niedersachsen und des Wissenschaftlichen Beirats beim Staatssekretariat für Hochschulwesen der DDR. Lintzels Grab befindet sich auf dem Laurentius-Friedhof in Halle.

## Schriften (Auswahl)
- Die Entstehung des Kurfürstenkollegs, Berlin 1952 (Nachdruck Darmstadt 1967).
- Miszellen zur Geschichte des zehnten Jahrhunderts, Berlin 1953.
- Die Kaiserpolitik Ottos des Großen, München 1943.
- Die Germanen auf deutschem Boden. Von der Völkerwanderung bis zum ersten Reich, Köln 1937.
- Karl der Große und Widukind, Hamburg 1935.
- Studien über Liudprand von Cremona, Berlin 1933 (Nachdruck Vaduz 1965).
- Der sächsische Stammesstaat und seine Eroberung durch die Franken, Berlin 1933 (Nachdruck Vaduz 1965).
- Die Stände der deutschen Volksrechte, hauptsächlich der Lex Saxonum, Halle 1933.
- Die Beschlüsse der deutschen Hoftage von 911 bis 1056, Berlin 1924.